# 名古屋県
名古屋県（なごやけん）は現在の愛知県にあった県。以下の2次にわたって存在した。
1. 1871年（明治4年）7月の廃藩置県で名古屋藩（尾張藩の末期の名称）を引き継いだ名古屋県（知藩事は尾張徳川家）。
2. 1871年（明治4年）11月の第1次府県統合で設置された名古屋県（県知事は官選）。改称を経て愛知県として現存。

## 沿革
- 1871年（明治4年）
  - 7月14日 - 廃藩置県によって名古屋藩が廃止され、名古屋県（第1次）となる。
  - 11月15日 - 額田県が発足し、三河国一円および尾張国知多郡を管轄。名古屋県のうち同県の管轄地域を移管。
  - 11月22日 - 第1次府県統合により、知多郡を除く尾張国に改めて名古屋県（第2次）を設置。犬山県を統合。
- 1872年（明治5年）
  - 4月2日 - 名古屋県（第2次）が県庁所在地の郡名である愛知郡にちなんで愛知県に改称。
  - 11月27日 - 第2次府県統合により額田県が愛知県に合併。愛知県が現在の区域となる。

## 管轄地域

### 第1次
名古屋藩領および、1870年（明治3年）に名古屋藩に併合された高須藩の領地を継承した。

### 第2次
- 尾張国
  - 愛知郡
  - 春日井郡
  - 丹羽郡
  - 葉栗郡
  - 中島郡
  - 海東郡
  - 海西郡

なお、太政官布告では信濃国伊那郡の旧第1次名古屋県の飛地領（旧・高須藩領）を管轄するとあるが、布告と実際の当該地域の府県再編の日付が前後している部分があるため、実際に管轄したかどうかは不明である。

## 歴代知事

### 第1次
- 1871年（明治4年）7月14日 - 1871年（明治4年）11月22日 ： 知県事・徳川慶勝（前尾張藩知藩事）

### 第2次
- 1871年（明治4年）11月22日 - 1871年（明治4年）12月8日 ： 参事・間島冬道（元尾張藩士、前浦和県知事）
- 1871年（明治4年）12月8日 - 1872年（明治5年）4月2日 ： 権令・井関盛艮（元宇和島藩士、前宇和島県参事。愛知県権令を続投）